# Белен Фабра
Беле́н Фабра (ісп. Belén Fabra; *3 листопада 1977, Тортоса) — іспанська акторка.

## Кар'єра
Белен Фабра відома завдяки невеликим ролям у численних театральних постановках, фільмах та телесеріалах. Вона здійснила прорив у 2007 році роллю в постановці Plataforma, за яку була номінована на Max Award and Valle-Inclán Award.. Ще одним досягненням став фільм 2007 року Canciones de amor en Lolita's Club Vicente Aranda.
Белен Фабра була номінована на Gaudí Award як найкращу жіночу роль за фільм 2008 року Щоденник німфоманки («Diario de una ninfómana»), який зробив її відомою. Зараз вона працює над двома фільмами Flores negras та L'estació de l'oblit.

## Особисте життя
Белен вільно спілкується каталонською, іспанською та англійською, крім того, знає італійську мову.

## Фільмографія

### Кіно
- L'estratègia del cucut (2001) (TV)
- El lado oscuro del corazón 2 (2001)
- Carles, príncep de Viana (2001) (TV)
- Joc de mentides (2003) (TV)
- Mai storie d'amore in cucina (2004) (TV)
- Pactar amb el gat (2007)
- Canciones de amor en Lolita's Club (2007)
- Diario de una Ninfómana (2008)
- Flores negras (2009)
- L'estació de l'oblit (2009)

### Телебачення
- Majoria absoluta (2002)
- Pepe Carvalho (2003)
- Hospital Central (2006)
- Planta 25 (2007)
- Positus (2007)
- Zoo (2008)

### Театр
- Què de què (l'actualitat a escena) (2001)
- Migracions.es (2003)
- Happy Hour (2005)
- La fam (2006)
- Tirant lo Blanc (2007)
- Plataforma (2007)
- Jugar amb un tigre (2008)

## Нагороди та номінації
- Gaudí Awards
  - 2008: Найкраща жіноча роль першого плану (Щоденник німфоманки) — номінована[5]
- Premios Max de las artes escénicas
  - 2007: Найкраща акторка другого плану (Plataforma) — номінована[2]
- Premios Valle-Inclán
  - 2007: Найкраща акторка другого плану (Plataforma) — номінована[3]